# DDS (intercommunale)
DDS (vernoemd naar Dender-Durme-Schelde) is een intergemeentelijk samenwerkingsverband tussen acht gemeenten in de Belgische provincie Oost-Vlaanderen, met hoofdzetel in Dendermonde. 
Het werkgebied van DDS komt overeen met het arrondissement Dendermonde, zonder de Wase gemeente Waasmunster en de gemeente Laarne. Afgezien van Wichelen liggen alle betrokken gemeenten in het historische Land van Dendermonde.

## Gemeentes
Het samenwerkingsverband bestaat uit de volgende gemeentes:
- Berlare
- Buggenhout
- Dendermonde
- Hamme
- Lebbeke
- Wetteren
- Wichelen
- Zele

Verder zijn ook de provincie Oost-Vlaanderen en de intercommunale Verko aandeelhouders van DDS.
De gemeente Laarne stapte rond het jaar 2020 uit DDS en sloot in 2025 aan bij Veneco.

## Werkdomeinen
De Dendermondse intercommunale werd opgericht in 1970 als Dender, Durme en Schelde (DDS), met als eerste drijfveer de economische achterstand in de regio Dendermonde-Wetteren aan te pakken. Aanvankelijk lag de nadruk dan ook op de ontwikkeling van betaalbare bedrijventerreinen. De bedoeling hierbij was de lokale tewerkstelling aan te zwengelen en het pendelverkeer tegen te gaan. Een tweede doelstelling was de werking van sociale huisvestingsmaatschappijen aan te vullen door betaalbare bouwgronden te verkopen en huurwoningen ter beschikking te stellen in het segment tussen dat van de sociale woningbouw en de privémarkt. Afvalinzameling en -verwerking maakte oorspronkelijk deel uit van het takenpakket van DDS, maar deze taak is in 2004 overgedragen aan de intercommunale Verko. Ten slotte baatte DDS van 1989 tot 2018 het recreatiedomein Nieuwdonk in Berlare uit.